# Теоделап (Сполето)
Теоделап (Theudelapius, Teudelapius, Theudalaupus, Theodelap, † 653) е херцог (dux) на лангобардското Херцогство Сполето от 602 до 652 г.

## Биография
Той е син на Фароалд I († 591), първият dux на основаното от него лангобардско Херцогство Сполето.
Теоделап става херцог след смъртта на Ариулф през 601 г., след като побеждава брат си. Той управлява херцогството Сполето 50 години и успява да го запази самостоятелно от Кралство Павия, управлявано от Адалоалд, който е още дете и умствено болен. Теоделап построява катедрала в Сполето и акведукт Il Ponte delle Torri.
Умира през 653 г. и е последван от Ато.